# 1789 au Canada
Pour un article plus général, voir Chronologie du Canada.
Cet article traite des événements qui se sont produits durant l'année 1789 au Canada.

## Événements
- 14 juillet : Alexander Mackenzie atteint l'océan Arctique en passant par le Fleuve MacKenzie.
- 20 octobre : William Grenville du gouvernement de la Grande-Bretagne envoie une lettre à Guy Carleton proposant des changements constitutionnels au Canada à cause de l'arrivée massive des Loyalistes.
- Décembre : Joseph-François Perrault et Pierre-Amable de Bonne contribue à fonder le Théâtre de société à Montréal et à présenter une première saison théâtrale.
- Les acadiens obtiennent le droit de vote en Nouvelle-Écosse.

### Côte du Pacifique

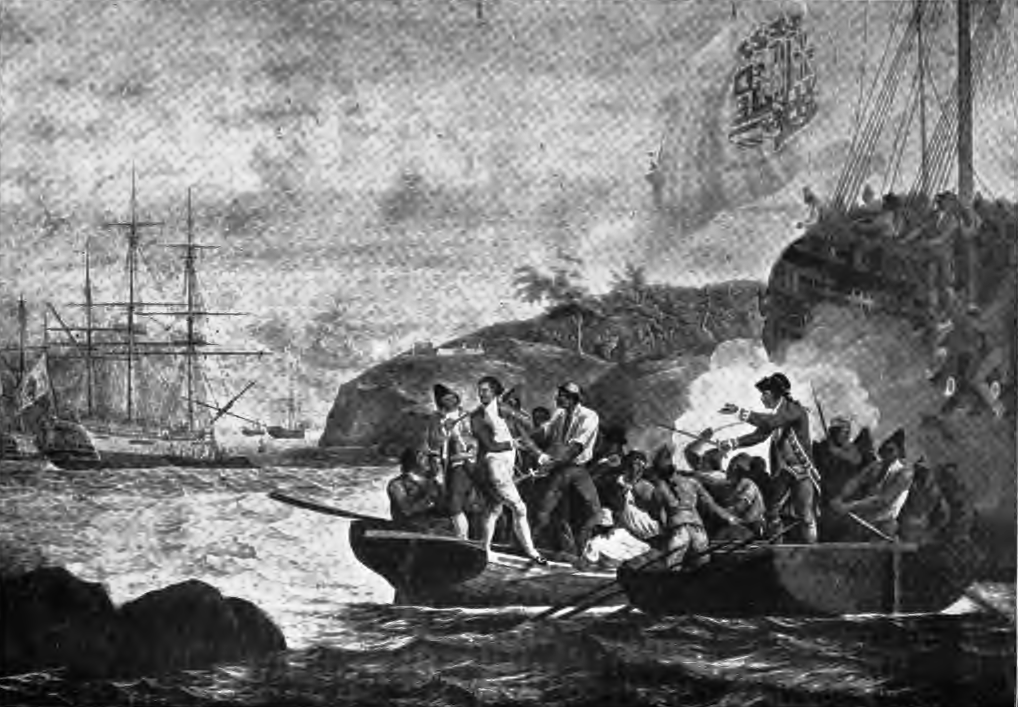
Capture d'un navire anglais par les espagnols durant la crise de Nootka

- 5 mai : Arrivée des espagnols commandés par Esteban José Martínez à la Baie de Nootka. Ils saisissent 3 navires anglais faisant partie des entreprises de John Meares. D'autres de ses navires seront saisis ou confisqués au cours de l'année. C'est le début de la Crise de Nootka.
- Un chef des Nootkas, Callicum est tué par les Espagnols à la suite d'une discorde.
- Construction du Fort San Miguel et établissement de la colonie Santa Cruz de Nuca.
- Le vice-roi de la Nouvelle-Espagne, Manuel Antonio Flores ordonne à Martinez d'évacuer la Baie de Nootka à la fin de l'année.

## Naissances
- 20 juin : Jean-Baptiste-René Hertel de Rouville, militaire et politicien.
- Août : Peter McGill, maire de Montréal.
- 9 septembre : Barthélemy Joliette, notaire et seigneur.
- 17 septembre : William Price, homme d'affaires au Saguenay.
- 13 novembre : Denis-Benjamin Papineau, premier ministre du Canada-Uni.
- 29 novembre : William Dollard, évêque de Saint-Jean, Nouveau-Brunswick.
- 3 décembre : Georges-Barthélemi Faribault, avocat et fonctionnaire.

## Décès
- 23 janvier : Frances Brooke, romancière.
- 13 avril : Henry Hope, lieutenant-gouverneur du Canada.
- 6 décembre : François Le Guerne, prêtre.